# Миле Пендов
Миле Пендов е български предприемач, фабрикант и общественик от Македония.

## Биография
Роден е в Охрид. След войните се изселва в столицата на Свободна България София. Развива голям бизнес - негова е текстилната фабрика „Фея“ на ъгъла на улица „Опълченска“ и улица „Александър Стамболийски“. Пендов развива дейност и в организациите на македонската имиграция, като подкрепя крилото на протогеровистите.